# Online Film Critics Society Awards 2006
10. ročník předávání cen Online Film Critics Society Awards se konal dne 8. ledna 2007.

## Vítězové a nominovaní

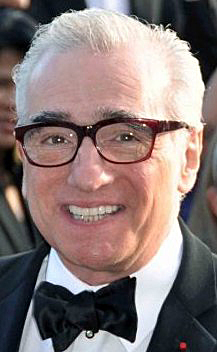
Martin Scorsese, vítěz v kategorii nejlepší režisér

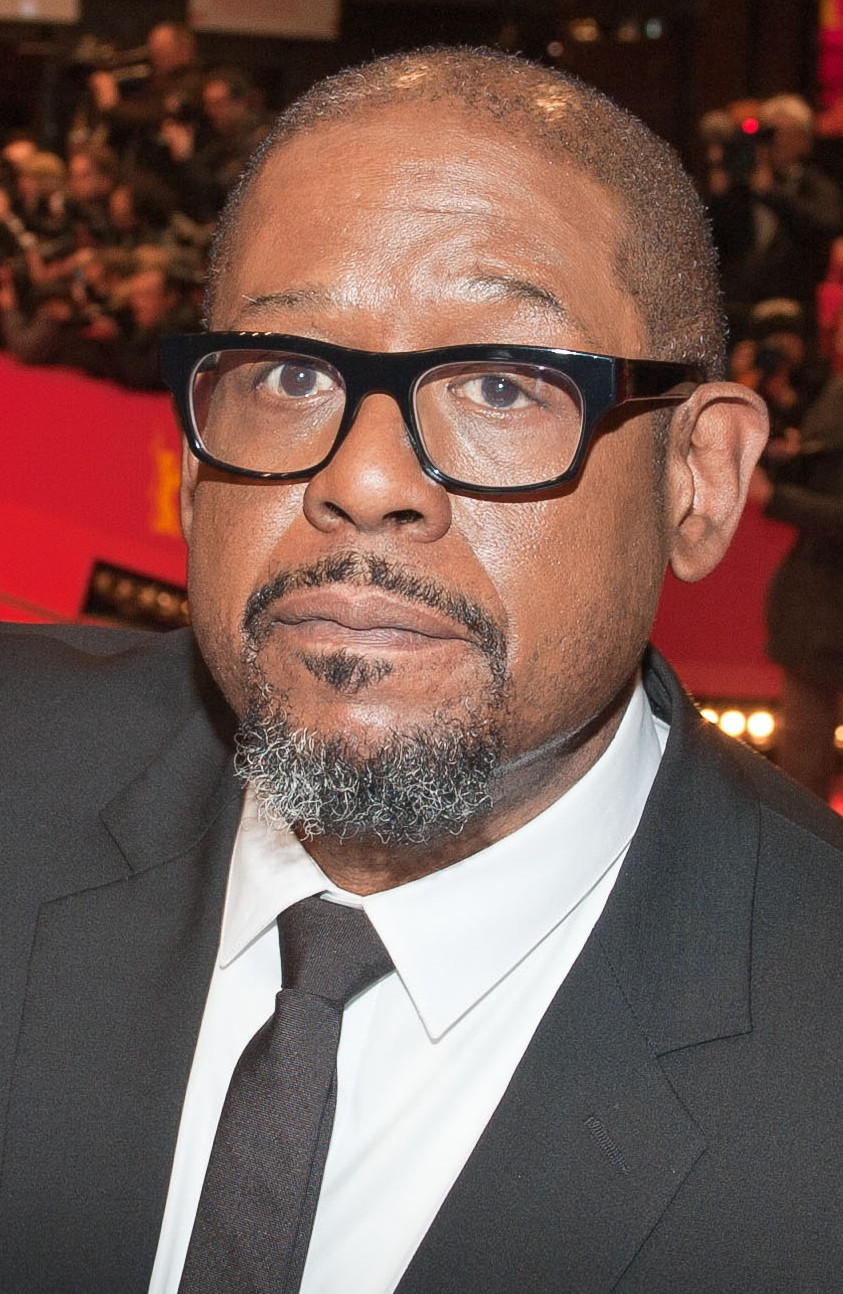
Forest Whitaker, vítěz v kategorii nejlepší mužský herecký výkon v hlavní roli

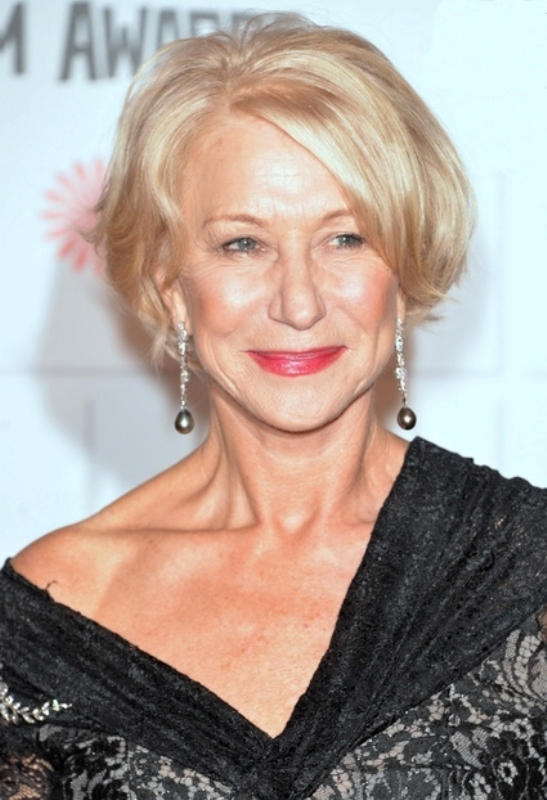
Helen Mirren, vítězka v kategorii nejlepší ženský herecký výkon v hlavní roli

### Nejlepší film
Let číslo 93
- Babel
- Potomci lidí
- Skrytá identita
- Faunův labyrint

### Nejlepší režisér
Martin Scorsese – Skrytá identita
- Alfonso Cuarón – Potomci lidí
- Guillermo del Toro – Faunův labyrint
- Alejandro González Iñárritu – Babel
- Paul Greengrass – Let číslo 93

### Nejlepší adaptovaný scénář
David Arata, Alfonso Cuarón, Mark Fergus, Hawk Ostby a Timothy J. Sexton – Potomci lidí
- William Monahan – Skrytá identita
- Todd Field a Tom Perrotta – Jako malé děti
- Jonathan Nolan a Christopher Nolan – Dokonalý trik
- Jason Reitman – Děkujeme, že kouříte

### Nejlepší původní scénář
Guillermo del Toro – Faunův labyrint
- Guillermo Arriaga – Babel
- Michael Arndt – Malá Miss Sunshine
- Peter Morgan – Královna
- Paul Greengrass – Let číslo 93

### Nejlepší herec v hlavní roli
Forest Whitaker – Poslední skotský král
- Sacha Baron Cohen – Borat
- Leonardo DiCaprio – Skrytá identita
- Ryan Gosling – Half Nelson
- Peter O'Toole – Venuše

### Nejlepší herečka v hlavní roli
Helen Mirren – Královna
- Penélope Cruz – Volver
- Judi Dench – Zápisky o skandálu
- Meryl Streep – Ďábel nosí Pradu
- Kate Winslet – Jako malé děti

### Nejlepší herec ve vedlejší roli
Jackie Earle Haley – Jako malé děti
- Alan Arkin – Malá Miss Sunshine
- Eddie Murphy – Dreamgirls
- Jack Nicholson – Skrytá identita
- Mark Wahlberg – Skrytá identita

### Nejlepší herečka ve vedlejší roli
Abigail Breslin – Malá Miss Sunshine
- Adriana Barraza – Babel
- Cate Blanchett – Zápisky o skandálu
- Jennifer Hudson – Dreamgirls
- Rinko Kikuchi – Babel

### Nejlepší dokument
Nepříjemná pravda
- Block Party
- Jesus Camp
- Neil Young: Heart of Gold
- Sklapni a zpívej

### Nejlepší cizojazyčný film
Faunův labyrint
- Smrt pana Lazarescu
- Dítě
- Volver
- Voda

### Nejlepší animovaný film
Temný obraz
- Auta
- Happy Feet
- V tom domě straší!
- Za plotem

### Nejlepší kamera
Emmanuel Lubezki – Potomci lidí
- Dean Semler – Apocalypto
- Rodrigo Prieto – Babel
- Matthew Libatique – Fontána
- Guillermo Navarro – Faunův labyrint

### Nejlepší střih
Clare Douglas, Richard Pearson a Christopher Rouse – Let číslo 93
- Douglas Crise a Stephen Mirrione – Babel
- Alfonso Cuarón a Alex Rodríguez – Potomci lidí
- Thelma Schoonmaker – Skrytá identita
- Jay Rabinowitz – Fontána

### Nejlepší skladatel
Clint Mansell – Fontána
- Gustavo Santaolalla – Babel
- Philip Glass – Iluzionista
- Philip Glass – Zápisky o skandálu
- Javier Navarrete – Faunův labyrint

### Objev roku – filmař
Jonathan Dayton a Valerie Faris – Malá Miss Sunshine
- Ryan Fleck – Half Nelson
- Rian Johnson – Zmizení
- Neil Marshall – Pád do tmy
- Jason Reitman – Děkujeme, že kouříte

### Objev roku – herec/herečka
Sacha Baron Cohen – Borat
- Shareeka Epps – Half Nelson
- Jennifer Hudson – Dreamgirls
- Rinko Kikuchi – Babel
- Ellen Page – V pasti